# NGC 4877
NGC 4877 (również PGC 44761) – galaktyka spiralna (Sab), znajdująca się w gwiazdozbiorze Panny. Odkrył ją William Herschel 8 lutego 1785 roku.
W galaktyce tej zaobserwowano supernową SN 2010cp.